# NOMADS (wapensysteem)
Het Norwegian Manoeuvre Air Defence System (NOMADS) is een mobiel grond-luchtraketafweersysteem voor korte afstand (SHORAD) uit de jaren 2010, gebaseerd op de AIM-9 Sidewinder-raket.
Het system werd ontwikkeld door het Noorse Kongsberg Defence & Aerospace. In 2024 maakte Kongsberg bekend dat het nieuwe systeem NOMADS zou gaan heten. Het vuurleidingssysteem is gebaseerd op dat van het NASAMS 3 luchtverdedigingssysteem. NOMADS is voorzien van een Weibel Xenta-M-radar. Het kan uitgerust worden met AIM-9X, AIM-9X Block II and IRIS-T SLS-raketten, en heeft daardoor een bereik tot 15 km.

## Systeembeschrijving
NOMADS bestaat uit
- Sensors
  - Radar: Weibel Xenta-M5[4][5] but alternative options are possible.[6]
  - Passieve sensors: dag-/nachtzicht camera en warmtebeeldcamera
- Wapens
  - 4x AIM-9X Block II 2-aan-2 in in twee houders achterop het voertuig.
  - Optioneel: 4x AIM-9X and 4x IRIS-T SLS are an option
- Command and control
  - NASAMS command and control heritage radar en vuurleidingssysteem.[7]
  - Identificatie vriend-of-vijand (IFF) (NATO mode 5 level 2)
- Zelfverdediging
  - Remote Controlled Weapon Station (RCWS) met:
    - Browning M2 machinegeweer
    - ‘jammer’ waarmee kleine drones geneutraliseerd kunnen worden[7]
    - passieve sensors (dag-/nachtzicht camera) en een warmtebeeldcamera (kunnen ook gebruikt worden voor het  anti-drone systeem)[8]

## Gebruikers

### Noorwegen
In 2019 bestelde kondigde de Noorse defensie materieel organisatie Forsvarsmateriell NOMADS systemen op ACSV G5 voertuigen. De eerste 4 werden geleverd in 2024. In Noorwegen heet het voertuig ACSV G5 LVPV NOMADS

### Nederland
In juni 2023 maakte het Nederlandse Ministerie van Defensie  de geplande aanschaf bekend van het Noorse M-GBAD-luchtverdedigingssysteem op de ACSV-variant van het PMMC G5-pantserrupsvoertuig. De systemen zouden in 2028 operationeel moeten zijn. Ze zijn bestemd om de Fennek SWP met Stingerraketten te vervangen. In oktober 2024 werd bekend dat Nederland 18 NOMADS-lanceervoertuigen en 5 ACSV G5-commandovoertuigen zal aanschaffen.

## Afbeeldingen

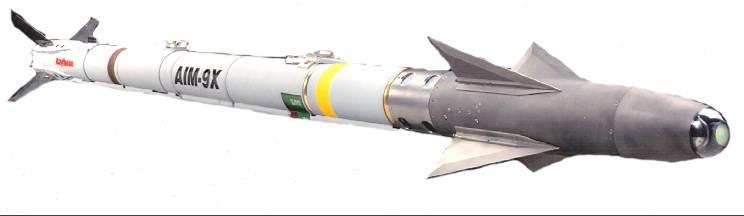
AIM-9X
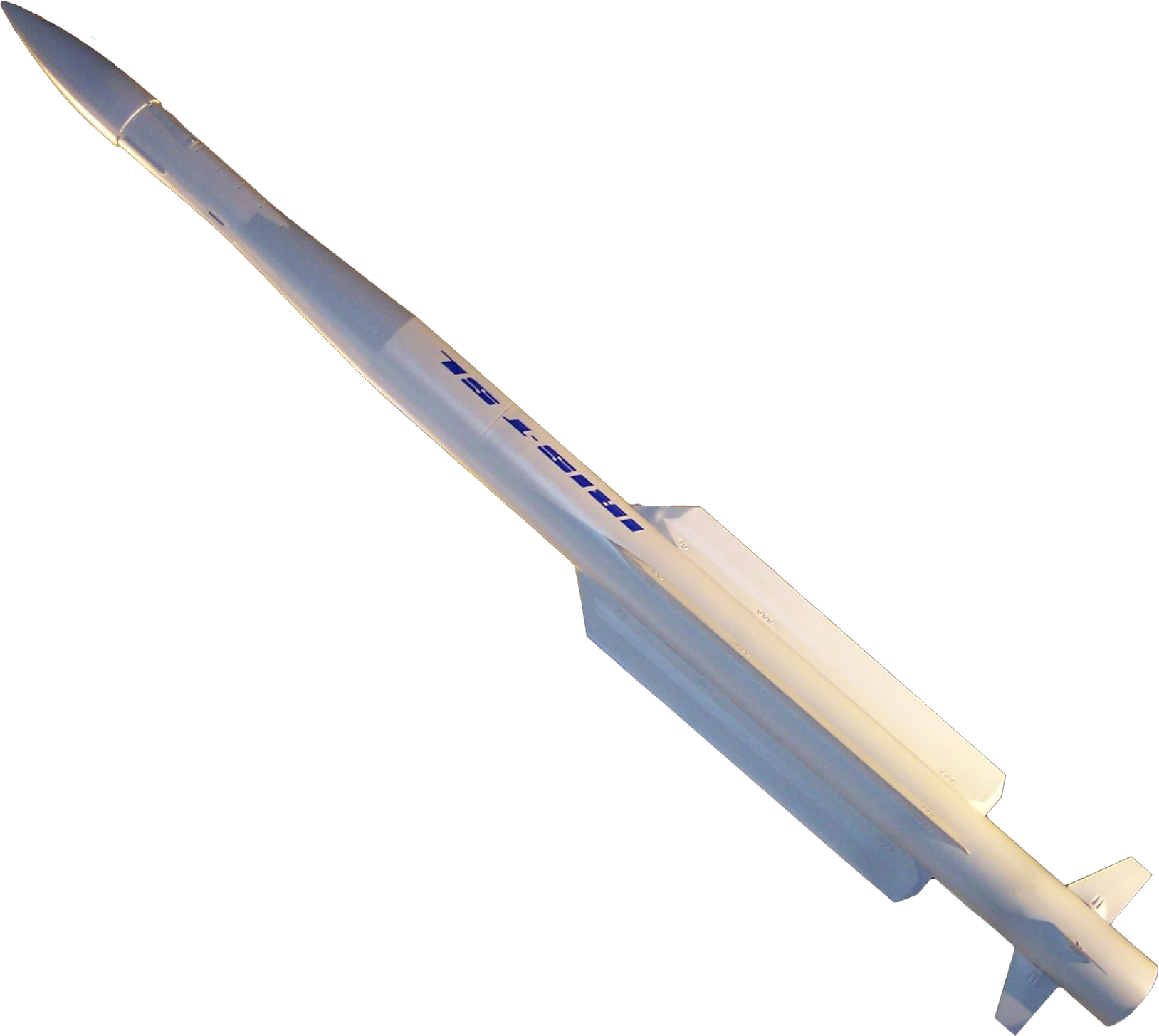
IRIS-T SLS
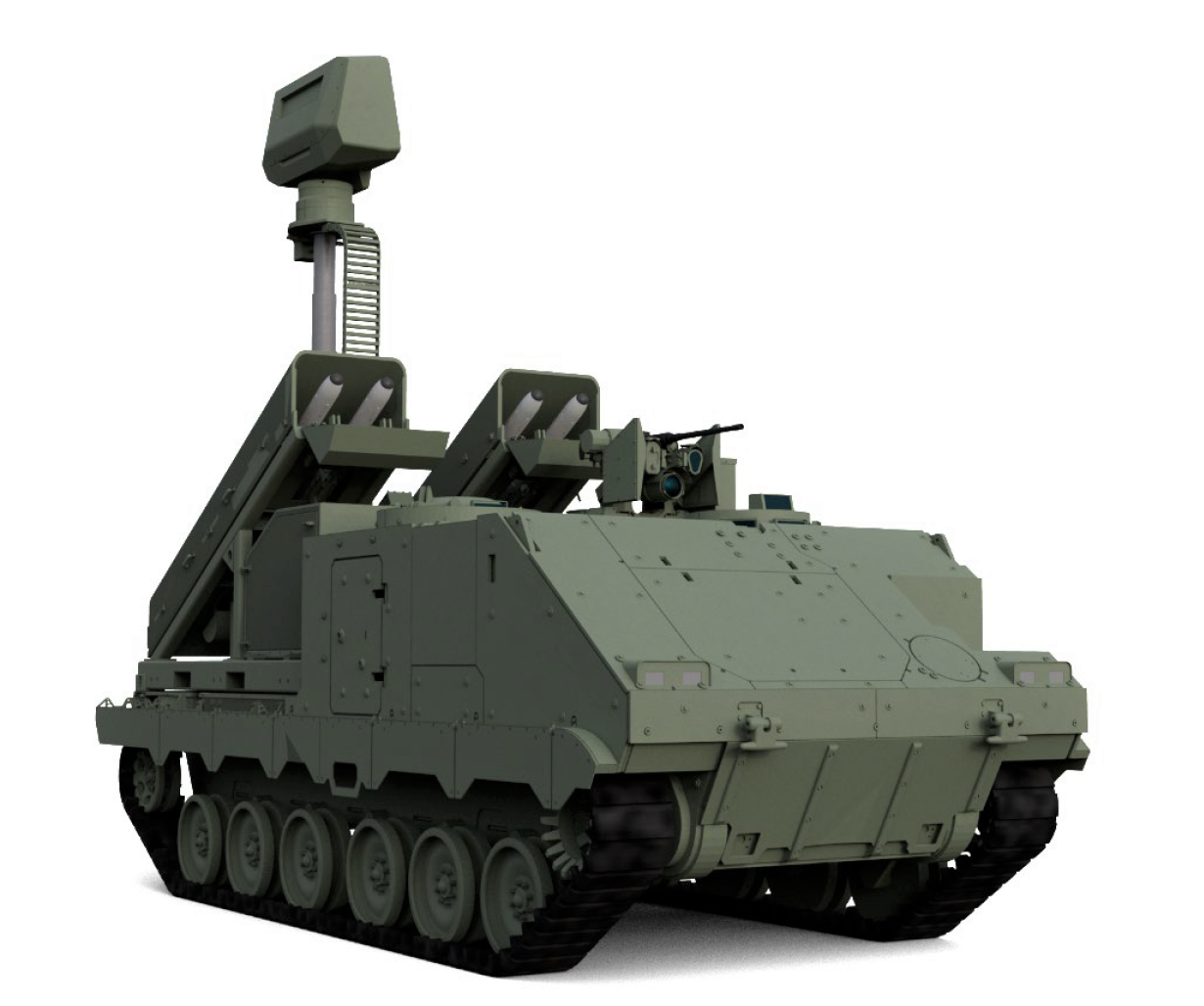
NOMADS op ACSV G5